# 斑鳩
斑鳩（いかるが）とは、奈良県生駒郡斑鳩町法隆寺を中心とした地域。古くは鵤とも表記された。

## 概要
地名の由来や正確な範囲については不明とされているが、法隆寺を中心とした矢田丘陵の南部・富雄川右岸（西側）地域を指して呼ばれることが多い。
用明天皇の皇子である厩戸皇子（聖徳太子）は、父の遺命により法隆寺を建立するとともに、推古天皇9年（602年）には斑鳩宮を造営した。同12年（605年）に聖徳太子は斑鳩宮に移り住み、その2年後には法隆寺（斑鳩寺）が完成した。ただし、この時に建てられた法隆寺は今日「若草伽藍」と呼ばれる仏教遺跡で、現在の法隆寺は7世紀後期から8世紀初頭に再建されたものとする説が有力である。また、法隆寺の近くにある中宮寺も、元々は聖徳太子あるいはその母で用明天皇の皇后であった穴穂部間人皇女が建立した尼寺（鵤尼寺）であったと言われている。斑鳩は大和川に近く、また河内や飛鳥方面とも街道でつながった交通の要所であった。このため、聖徳太子の一族（上宮王家）は斑鳩周辺に拠点を構えたと考えられている。聖徳太子は斑鳩宮で没し、その子山背大兄王が皇極天皇2年（643年）に蘇我入鹿によって攻め滅ぼされるまで、斑鳩は上宮王家の拠点として栄えた。その後も太子信仰の高まりとともに、多くの人々がこの地を訪れるようになった。